# جاليري ولاية شتوتغارت

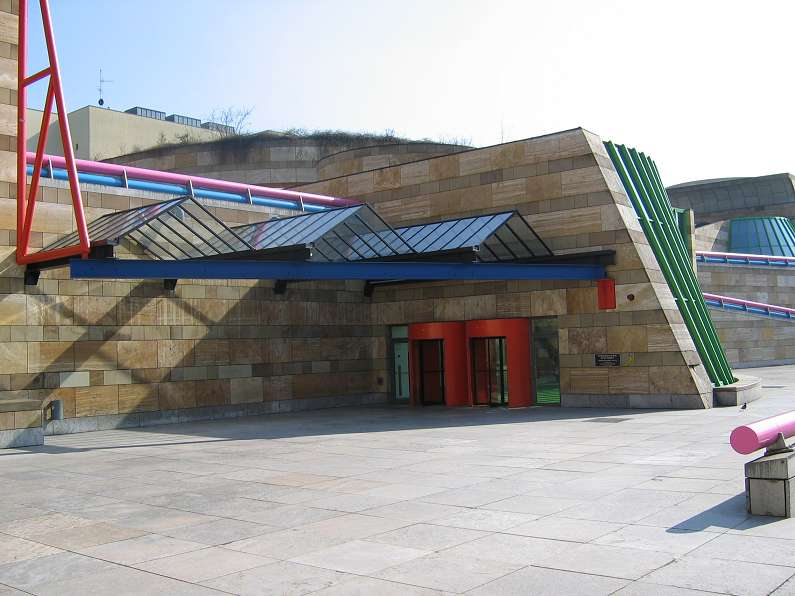
متحف ولاية شتوتغارت الجديد

جاليري ولاية شتوتغارت (بالألمانية: Staatsgalerie Stuttgart) جاليري ومتحف للفنون في شتوتغارت، ألمانيا، افتتح في عام 1843. في عام 1984 كان افتتاح الجاليري الجديد لولاية شتوتغارت (بالألمانية: Neue Staatsgalerie) والذي أصبح أحد المتاحف الريادية الاوربية. وهو من تصميم المعماري جيمس ستيرلنغ.

## وصلات خارجية
- الموقع الرسمي لجاليري ولاية شتوتغارت